# Нерубайка
Неруба́йка — село в Україні, у Підвисоцькій сільській громаді Голованівського району Кіровоградської області. Населення становить 1251 осіб. Колишній орган місцевого самоврядування — Нерубайська сільська рада.
Село постраждало внаслідок геноциду українського народу, проведеного окупаційним урядом СРСР 1932—1933 та 1946—1947.

## Географія
Селом протікає річка Маломужів, права притока Синюхи.

## Історія

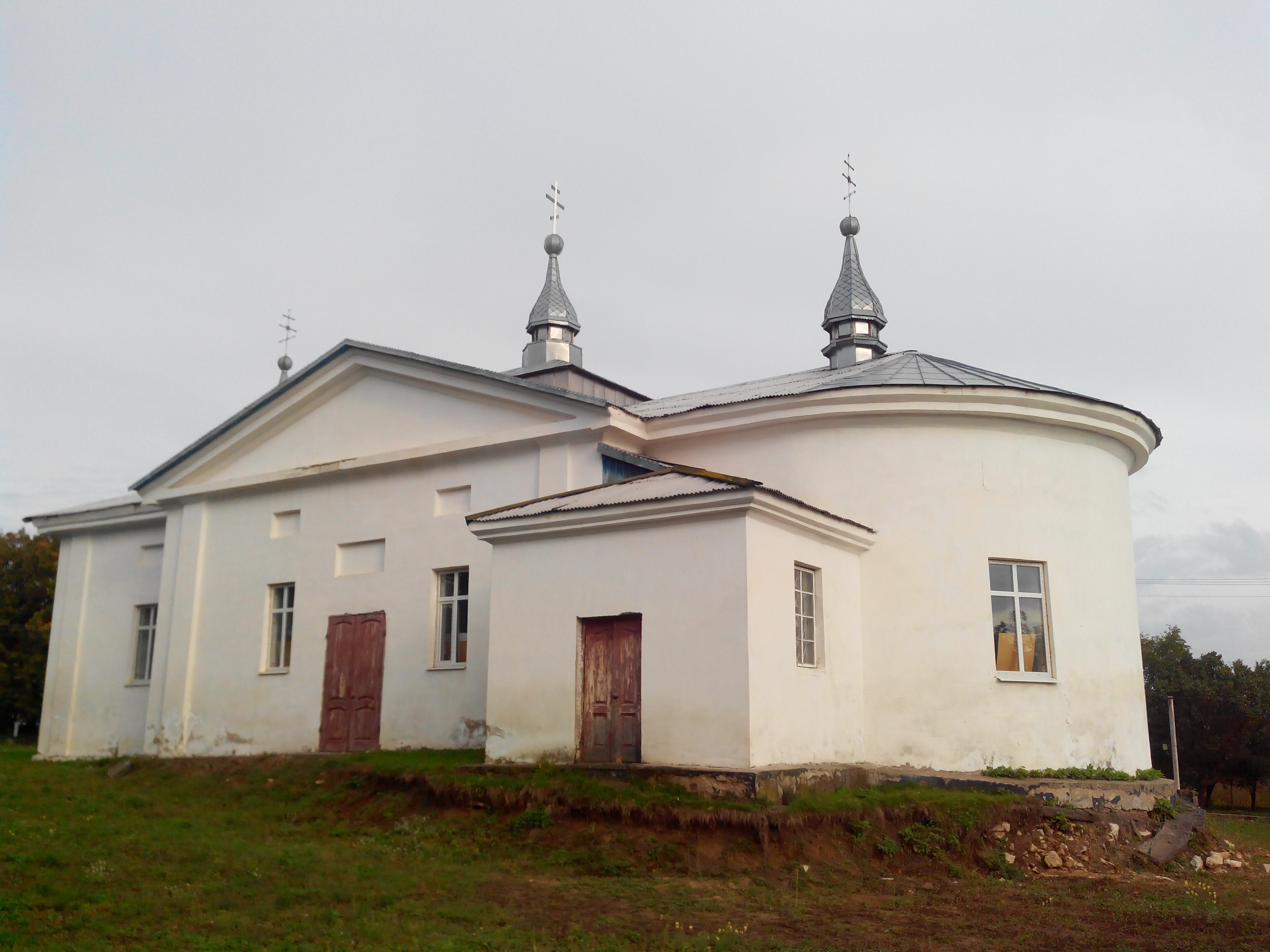
Свято-Покровська церква

У XVIII столітті в селі було споруджено костел для місцевих католиків, адже довколишня територія належала відомому польському магнату графу Станіславу Потоцькому. Споруда збереглася до нашого часу, як православна Свято-Покровська церква, і є пам'яткою архітектури місцевого значення.
З 1917 — у складі УНР. З 1920 — постійний комуністичний режим. З 1941 по 1944 — німецька цивільна адміністрація у складі Рейхскомісаріату Україна.
Населення села 1991 року проголосувало за відновлення державної незалежності України.

## Населення
Згідно з переписом УРСР 1989 року чисельність наявного населення села становила 1559 осіб, з яких 684 чоловіки та 875 жінок.
За переписом населення України 2001 року в селі мешкало 1256 осіб.

### Мова
Розподіл населення за рідною мовою за даними перепису 2001 року:
| Мова       | Відсоток |
| ---------- | -------- |
| українська | 97,28 %  |
| російська  | 2,40 %   |
| болгарська | 0,08 %   |
| інші       | 0,24 %   |

## Культура
В селі функціонує Нерубайський народний краєзнавчий музей.

## Відомі особистості
Народилися:
- Байдебура Павло Андрійович (1901—1985) — український письменник.
- Наконечний Микола Петрович (1962—2013) — міський голова міста Христинівка.
- Томак Микола Миколайович (1982—2014) — молодший сержант Збройних сил України, загинув 2014-го в боях за Горлівку.